# Loddenhøj

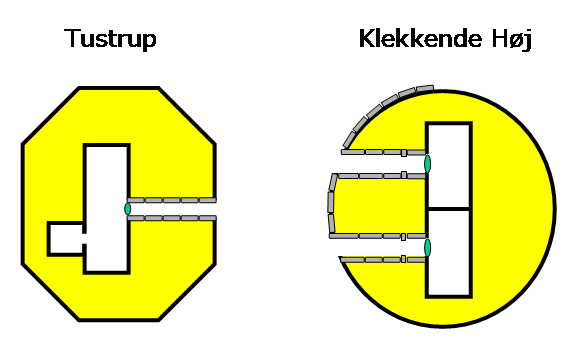
Skizze Doppelganggrab – rechts

Der 1993 restaurierte Loddenhøj (auch Laadden- oder Nordenhøj genannt) liegt nördlich von Rørby in der Region Kalundborg auf Seeland in Dänemark. Er entstand zwischen 3500 und 2800 v. Chr. und ist eine Megalithanlage der Trichterbecherkultur (TBK). Das Ganggrab ist eine Bauform jungsteinzeitlicher Megalithanlagen, die aus einer Kammer und einem baulich abgesetzten, lateralen Gang besteht. Diese Form ist primär in Dänemark, Deutschland und Skandinavien, sowie vereinzelt in Frankreich und den Niederlanden zu finden. Neolithische Monumente sind Ausdruck der Kultur und Ideologie jungsteinzeitlicher Gesellschaften. Ihre Entstehung und Funktion gelten als Kennzeichen der sozialen Entwicklung.
Es gibt auch einen Grabhügel Loddenhøj bei Hesselballe in der Aarhus Kommune.

## Beschreibung
Der etwa 1,8 m hohe Hügel birgt zwei relativ gut erhaltene Kammern. Er ist aber kein Doppelganggrab (dänisch dobbeltjættestue). Ihre Gangöffnungen weisen nach Süden.
Die Nordost-Südwest orientierte, etwa 3,0 m lange, 2,5 m breite und 1,7 m hohe Westkammer hat einen unregelmäßig polygonalen Grundriss. Sie besteht aus sieben Tragsteinen, deren flache Seiten dem Inneren zugewandt sind. Zwischen den Steinen der Nordwand befinden sich etwa 40 cm breite Nischen, die hinten von einem flachen Stein verschlossen sind. In der Mitte der südlichen Langseite befindet sich die Gangöffnung. Der Boden hat unter einer Schicht aus gebranntem Feuerstein ein Pflaster. Darauf lag eine dicke Schicht von Skelettresten und Grabbeigaben. 16 aufgehäufte Schädel wurden mit flachen Platten bedeckt. In der oberen Kammerfüllung tauchten zusätzliche Plattenschichten mit Brandspuren und Skelettresten auf. Vom 4,3 m langen Gang sind vier Seitensteine und ein Deckstein erhalten.

## Funde
Darunter: 102 Bernsteinperlen, 55 Abschläge, 18 Messer und 11 Pfeilspitzen aus Feuerstein, fünf Hundezähne, drei Äxte unterschiedlichen Typs oder deren Fragmente, zwei Bernsteinscheiben, zwei Nadeln, ein Stück Hirschgeweih, ein Kieselstein, ein Knochenmeißel, verschiedene Werkzeuge aus Feuerstein und Keramikscherben von 20 Schalen, eine Troldebjerg-Schüssel und weitere Schüsseln oder Tassen.
Die Nordost-Südwest orientierte etwa 3,1 m lange, 2,1 m breite und 1,7 m hohe Ostkammer hat einen ovalen Grundriss und besteht aus acht Tragsteinen. Sie wird von einem großen Deckstein bedeckt. In der Mitte der geraden südlichen Langseite befindet sich die 0,7 m breite Gangöffnung. Der Boden hat ein Pflaster unter einer Schicht aus gebranntem Feuerstein. Darauf lag eine dicke Schicht von Skelettresten und Grabbeigaben, die mit einer Schicht flacher Platten bedeckt waren. Vom 3,6 m langen und 0,7 m breiten Gang sind acht Seitensteine und ein Deckstein erhalten.
Fünf Feuersteindolche, fünf Meißel oder deren Fragmente, vier Bernsteinperlen und Bernsteinfragmente, vier Äxte unterschiedlichen Typs oder deren Fragmente und 10 Abschläge.
Der Hyldedysse von Rørby liegt nur wenig südlich.